# Austromatthaea elegans
Austromatthaea elegans är en tvåhjärtbladig växtart som beskrevs av L. S. Smith. Austromatthaea elegans ingår i släktet Austromatthaea och familjen Monimiaceae. Inga underarter finns listade i Catalogue of Life.